# Paralacydes deficiens
Paralacydes deficiens là một loài bướm đêm thuộc phân họ Arctiinae, họ Erebidae.